# Antípatro de Tiro
Antípatro de Tiro (em grego:  Ἀντίπατρος; século  a.C.) foi um filósofo estoico, contemporâneo de Marco Pórcio Catão Uticense e Cícero. Diz-se que Antípatro se tornou amigo de Catão quando este era jovem. Parece ser o mesmo Antípatro de Tiro que é mencionado por Estrabão.
Viveu depois, ou pelo menos era mais novo que Panécio de Rodes. Cícero, falando dele, diz que morreu "recentemente em Atenas", o que significaria pouco tempo depois de 45 a.C.. A partir desta passagem pode ser inferido que Antípatro escreveu uma obra intitulada "Sobre os Deveres" (em latim: de Officiis), e Diógenes Laércio refere-se a uma obra escrita por Antípatro denominada "Sobre o Cosmos" (em grego:  περὶ κόσμου):
Todo o mundo é um ser vivo, possuidor de alma e razão, e tendo o éter com o seu princípio regulador: assim diz Antípatro de Tiro no livro oitavo do seu tratado "Sobre o Cosmos'.— Diógenes Laércio, vii. 139